# Cimetière militaire allemand de Vauxbuin
Le Cimetière militaire allemand de Vauxbuin est un cimetière militaire de la Première Guerre mondiale situé sur le territoire de la commune de Vauxbuin, dans le département de l'Aisne.

## Historique
Le cimetière allemand de Vauxbuin, situé en bordure de la R.N 2, a été édifiée par l’État français, après la guerre, pour y regrouper les tombes provenant de 150 lieux différents des alentours. Le cimetière allemand jouxte le Nécropole nationale de Vauxbuin.

## Caractéristiques
9 229 soldats ont été inhumés dans ce cimetière, 3 672 dans des tombes individuelles matérialisées par des croix en pierre (13 corps ne sont pas identifiés) et 5 557 dans quatre ossuaires, parmi eux, 4 779 ne sont pas identifiés.
Les soldats inhumés dans ce lieu sont tombés, pour un petit nombre d'entre eux entre l'automne 1914 et février 1915 ; un plus grand nombre sont tombés pendant la bataille du Chemin des Dames de 1917 (souvent des soldats blessés ayant succombé à leurs blessures dans des postes de secours français) ; la plupart a été tuée en 1918 pendant la Bataille du Kaiser sur le Chemin des Dames et contre-offensive alliée, l'Offensive des Cent-Jours qui débuta le 18 juillet 1918.

## Galerie

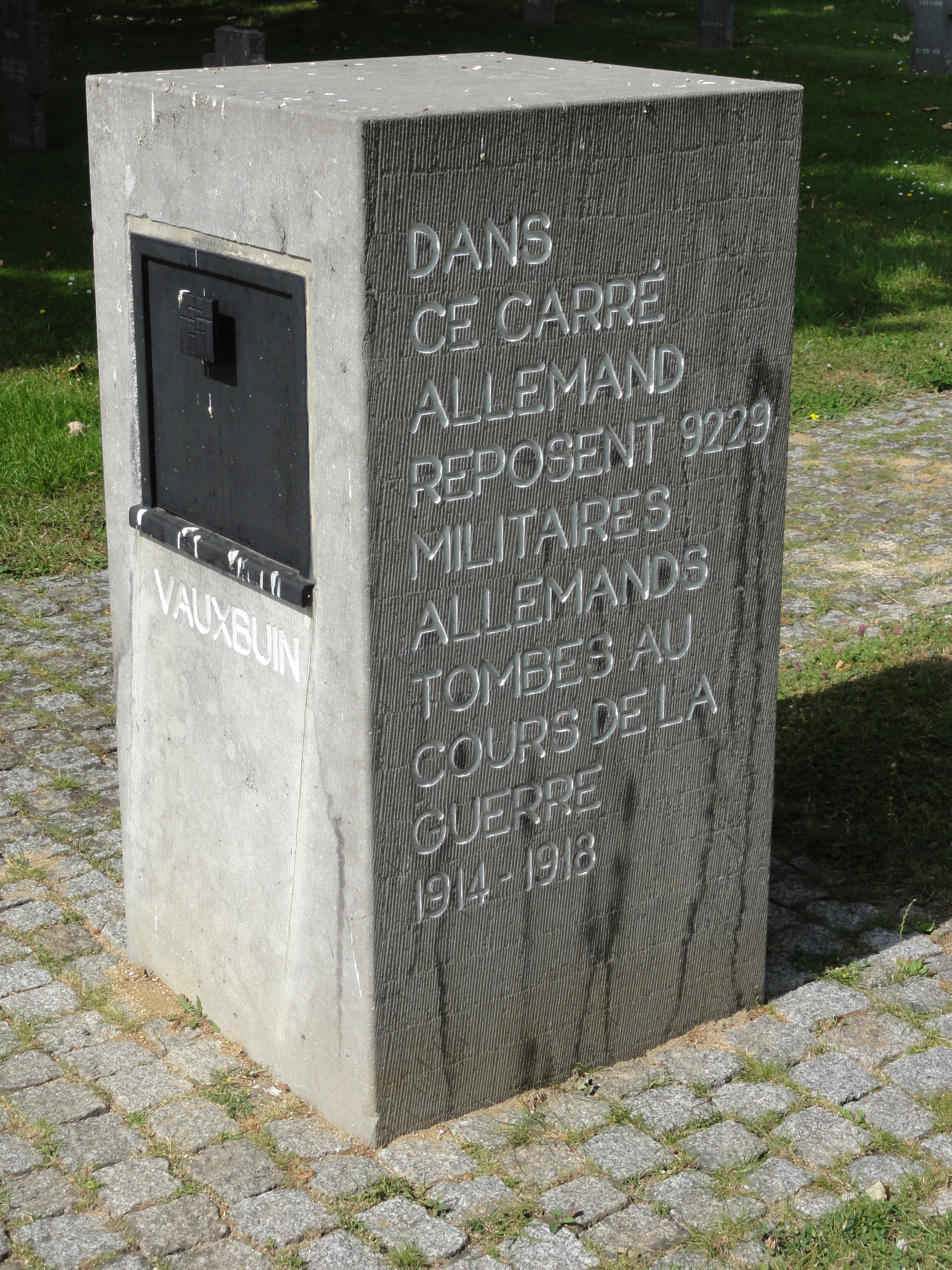
Stèle avec registre des noms à l'entrée
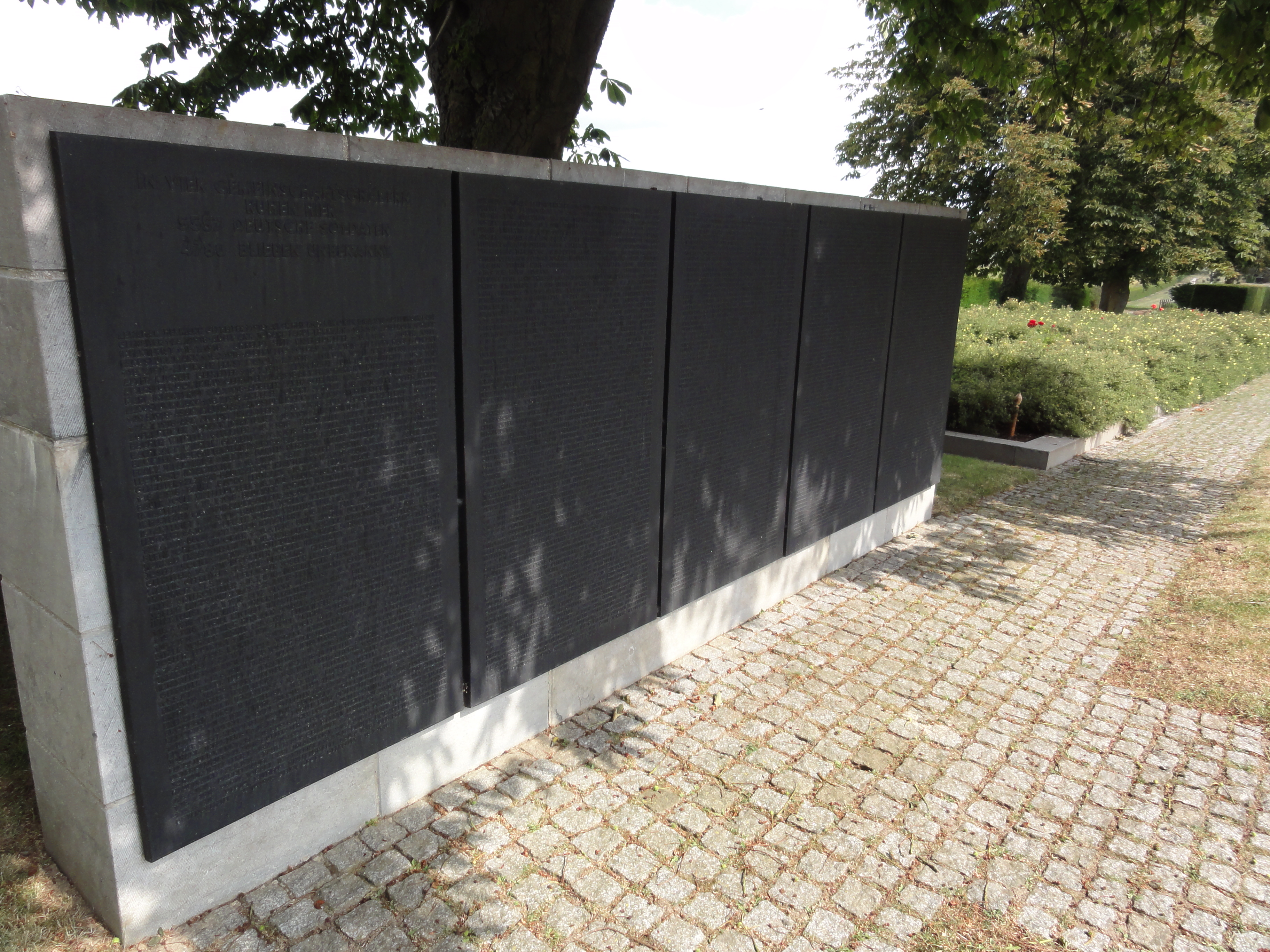
ossuaire
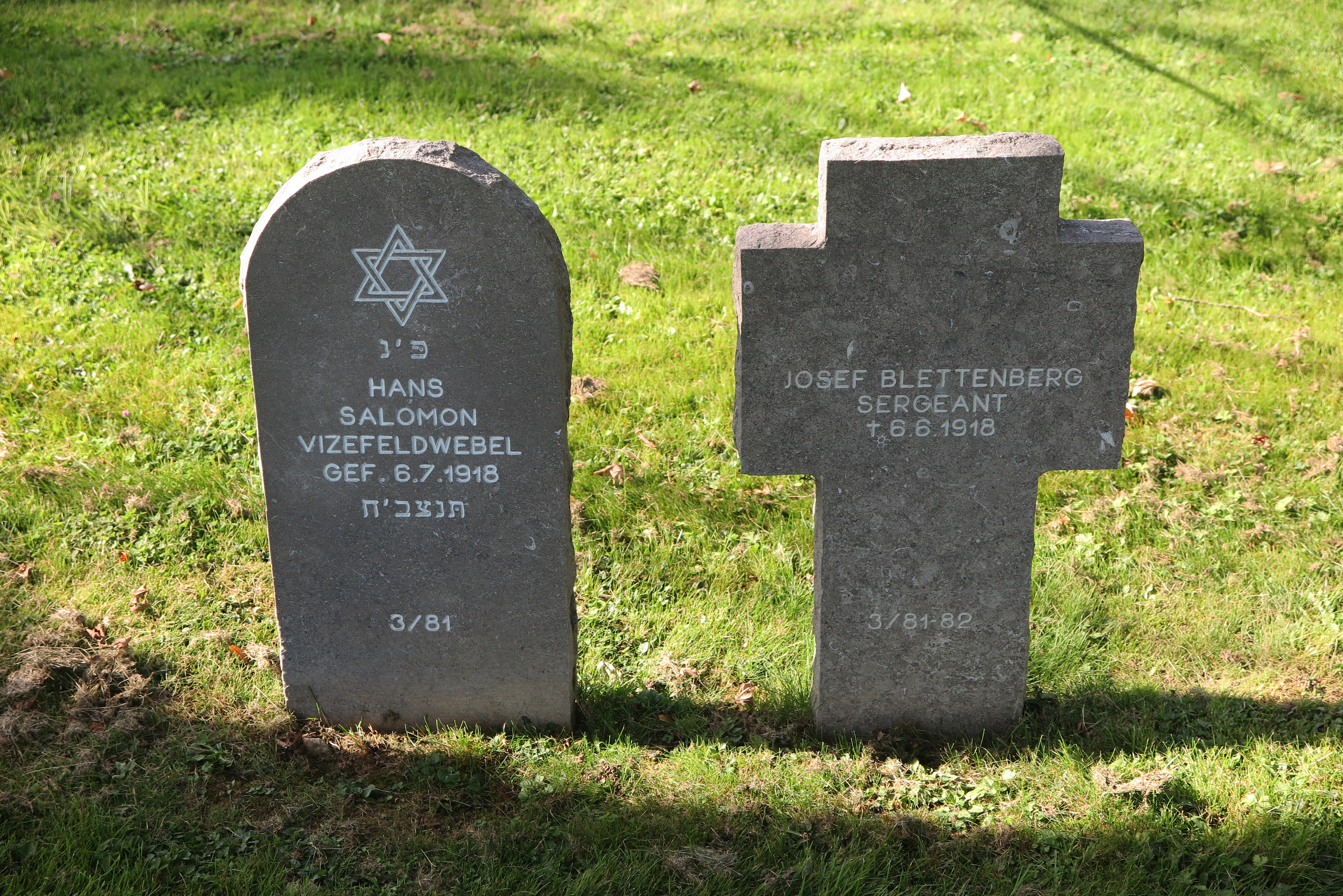
Soldats juif et chrétien